# Britannia FC Ryga
Britannia FC Ryga (łot. Britannia FC (Rīga)) – łotewski klub piłkarski z siedzibą w stolicy kraju, mieście Ryga, działający w latach 1907–1915.

## Historia
Chronologia nazw:
- 1907: British FC Ryga (łot. Britannia FC (Rīga))
- 1911: Britannia FC Ryga (łot. Britannia FC (Rīga))
- 1915: klub rozwiązano

Klub piłkarski British FC został założony w Rydze w 1907 roku przez lokalną brytyjska społeczność. Był to pierwszy klub piłki nożnej założony na terytorium Łotwy, znajdującej się wtedy w granicach Imperium Rosyjskiego. W 1908 roku zespół startował w pierwszych Mistrzostwach Ryskiej Ligi Piłki Nożnej, wygrywając w finale 5:1 z RV Union. W 1915 zdobył swój czwarty mistrzowski tytuł. Jednak ze względu na szybko zbliżającą się linię frontu I wojny światowej kolejne rozgrywki zostały odwołane. Klub już nigdy nie przystąpił do rozgrywek i został rozwiązany.

## Barwy klubowe, strój, herb, hymn
|  |

Klub ma barwy niebieskie.

## Sukcesy

### Trofea międzynarodowe
Nie uczestniczył w rozgrywkach europejskich (stan na 31-05-2024).

### Trofea krajowe
| \| \| Zdobyte trofea w rozgrywkach Łotwy (stan na: 31-05-2024) \| |                                                          |      |          |
| Rozgrywki                                                         | Osiągnięcie                                              | Razy | Sezon(y) |
| Mistrzostwo                                                       | I miejsce                                                | 0    |          |
| Mistrzostwo                                                       | II miejsce                                               | 0    |          |
| Mistrzostwo                                                       | III miejsce                                              | 0    |          |
| · Puchar                                                          | zdobywca                                                 | 0    |          |
| · Puchar                                                          | finalista                                                | 0    |          |
| II liga                                                           | I miejsce                                                | 0    |          |
| II liga                                                           | II miejsce                                               | 0    |          |
| II liga                                                           | III miejsce                                              | 0    |          |
| Łotwa                                                             | Zdobyte trofea w rozgrywkach Łotwy (stan na: 31-05-2024) |      |          |

- Ryska Liga Piłki Nożnej:
  - mistrz (4): 1908, 1911, 1914, 1915
  - wicemistrz (2): 1909, 1913
  - 3. miejsce (2): 1910, 1912
- Puchar Rygi:
  - zdobywca (1): 1911
  - finalista (1): 1910

## Poszczególne sezony

### Rozgrywki międzynarodowe

#### Europejskie puchary
Klub nigdy nie uczestniczył w rozgrywkach europejskich.

### Rozgrywki krajowe
| \| Łotwa \| Bilans występów klubu w rozgrywkach piłkarskich Łotwy (Stan na 31 maja 2024 r.) \| \| |                                                                                 |        |       |   |   |   |    |    |     |           |        |        |      |
| Poziom                                                                                            | Rozgrywki                                                                       | Sezony | Mecze | Z | R | P | B+ | B– | Pkt | Lata      | Awanse | Spadki | Naj. |
| I                                                                                                 | Ryska Liga Piłki Nożnej (Virslīga)                                              | 8      |       |   |   |   |    |    |     | 1908–1915 | 0      | 0      | 1    |
| II                                                                                                | Pirmā līga                                                                      | 0      |       |   |   |   |    |    |     |           | 0      | 0      |      |
| III                                                                                               | 2. līga                                                                         | 0      |       |   |   |   |    |    |     |           | 0      | 0      |      |
|                                                                                                   | Puchar Rygi                                                                     | 4      |       |   |   |   |    |    |     | 1910–1913 | 0      | 0      | 1    |
| Łotwa                                                                                             | Bilans występów klubu w rozgrywkach piłkarskich Łotwy (Stan na 31 maja 2024 r.) |        |       |   |   |   |    |    |     |           |        |        |      |

## Kibice i rywalizacja z innymi klubami

### Derby
- RV Union
- FK Ķeizarmežs